# Freeview

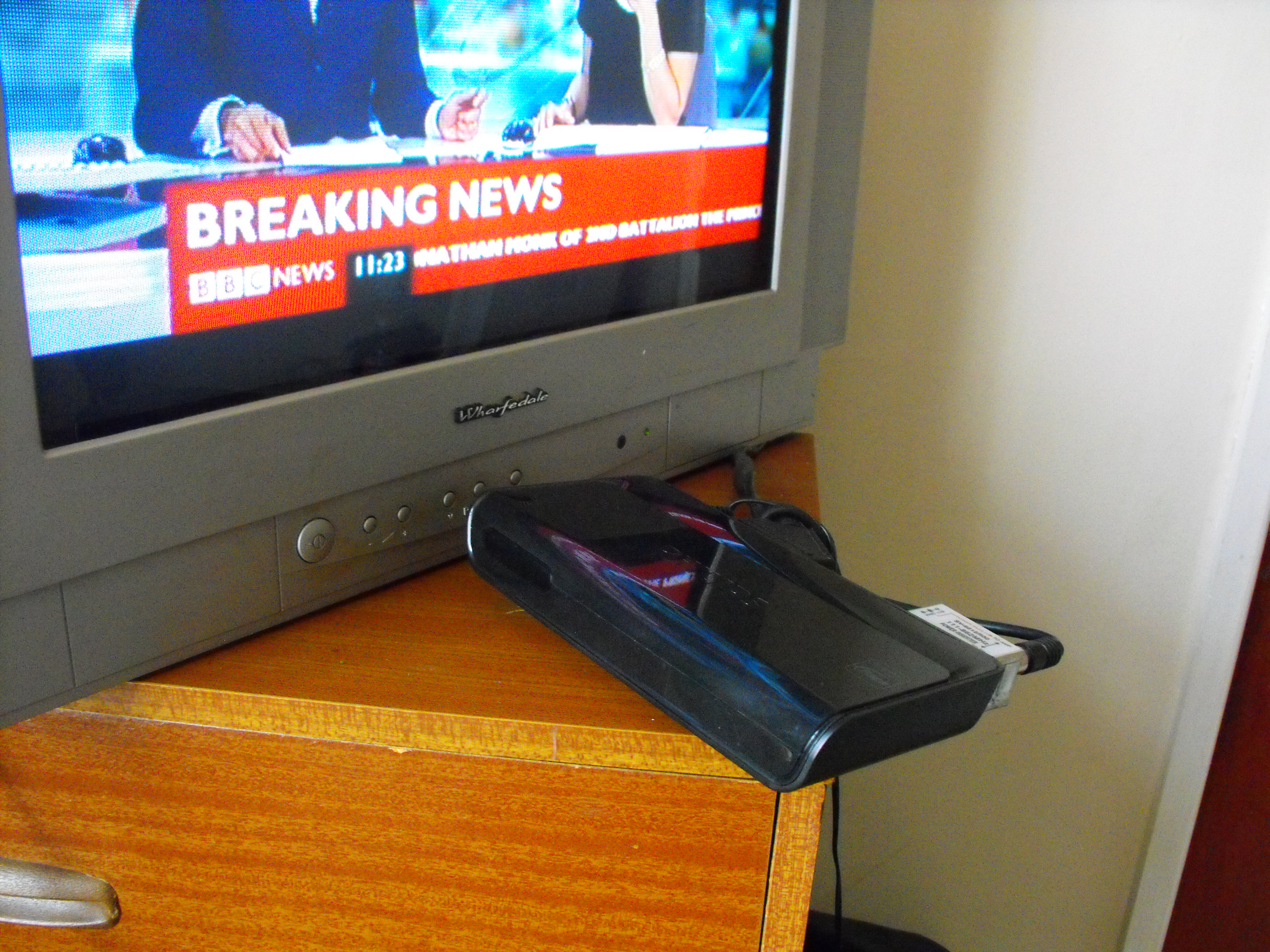
Przystosowanie telewizora analogowego do odbioru freeview

Freeview – przedsiębiorstwo brytyjskie zajmujące się promocją i emisją naziemnego cyfrowego sygnału telewizyjnego. Jest spółką, do której na równych prawach przynależą BBC, ITV, Channel 4, British Sky Broadcasting oraz operator satelitarny Arqiva. 
Firma nie posiada żadnych kanałów ani też nie oferuje własnego programu, jej zadaniem jest umożliwienie odbioru bezpłatnego cyfrowego sygnału naziemnego za pomocą przystosowanych do tego telewizorów lub konwerterów set-top box. 
Obecnie przy pomocy freeview możliwy jest odbiór sześćdziesięciu podstawowych kanałów telewizyjnych, ośmiu kanałów regionalnych  oraz dwudziestu trzech podstawowych kanałów radiowych i sześciu regionalnych. W ofercie Freeview znajdują się także trzy kanały HD: BBC HD, ITV1 HD i Channel 4 HD.
1 marca 2022 r. do pakietu Channelbox został dodany kanał TVP World.